# 日本ウマ科学会

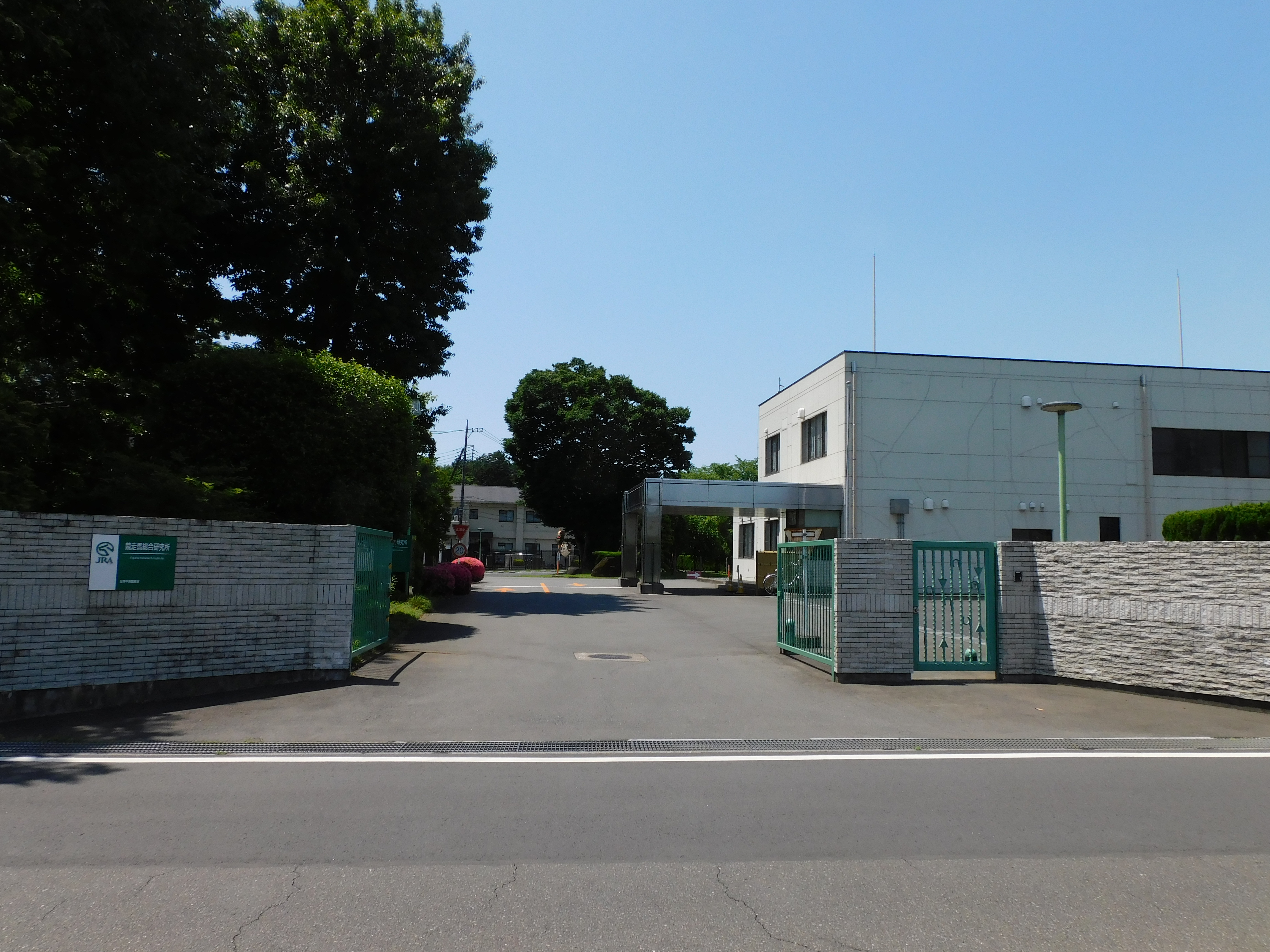
本部のある競走馬総合研究所

日本ウマ科学会（にっぽんウマかがっかい）は、ウマを学術的に検証・研究する日本で唯一の学会である。

## 概要
1990年、JRA競走馬総合研究所（日本中央競馬会の研究機関、当時世田谷区、のちに宇都宮市→下野市に移転）内において設立される。競走馬を中心とした動物としてのウマを獣医学・科学・学術的に検証するとともに、馬の改良・増殖と、馬事文化の伝承を推進し、それら馬の文化を社会に還元することを念頭に置く。研究機関に所属していない在野の研究者も入会できる。
同学会では年に1回、これらの研究成果を発表するための学術集会を実施する。（2回開催した年もある。）2004年から2016年までは東京大学を会場としていたが、2017年に国際ファッションセンター（墨田区）に変更された。発表時間は1つの研究発表につき10分である。研究発表の中から優秀発表賞と学会賞を選定し、学術集会最終日に行われる学会総会の場で表彰する。
そのほか、世界各国のウマ学会との連携を図って馬事文化の国際交流を推進したり、学会の機関会報誌の発行、ウマ科学の学術進歩に貢献した人物を表彰するなどの継続的な取り組みを進めている。
学術集会以外では1994年の「国際馬伝染病会議・東京大会」（後援）、1995年の「世界獣医学大会・横浜大会」（ウマ分科会共同主催）、1998年「国際馬運動生理学会議・日本大会」（共同主催）に協力している他、「ウマの用語集」というウマ科学の百科事典の作成にも着手している。